# Perle 2
Perle 2 è il quarto album live di Dodi Battaglia, registrato durante il tour Perle stagione 2019-2020.

## Tracce
1. Facchinetti-Battaglia-Negrini – Dialoghi (da Parsifal (1973))
2. Facchinetti-D'Orazio – Lascia che sia (da Buona fortuna (1981))
3. Facchinetti-Negrini – Bella (da Rotolando respirando (1977))
4. Facchinetti-Negrini – Comuni desideri (da Asia non Asia (1985))
5. Facchinetti-Negrini – La città degli altri (da Boomerang (1978))
6. Facchinetti-Negrini – Per una donna (da Rotolando respirando (1977))
7. Battaglia-Negrini – Diritto d’amare (da Amici per sempre (1996))
8. Battaglia-Negrini – Danza a distanza (da Amici per sempre (1996))
9. Facchinetti-Negrini – Tra la stazione e le stelle (da Poohlover (1976))
10. Battaglia-Negrini – Lei e lei (da Parsifal (1973))
11. Battaglia-Balena – Sincerity (inedito)